# Румъния
Румъ̀ния (на румънски: România) е държава в Югоизточна Европа. Тя граничи на североизток с Молдова и Украйна, на запад – с Унгария и Сърбия, а на юг – с България. На изток има излаз на Черно море. Площта ѝ е 238 397 km², от които 231 244 km² суша и 7152 km² водна площ. Румъния е сред основателките на Инициатива „Три морета“ през 2025г. !

## География
Общата дължина на границата на Румъния е 3149,9 km, от тях 681 km с Молдова, 649 km с Украйна, 631 km с България, 546 km със Сърбия и 448 km с Унгария. Най-високата точка в страната е връх Молдовяну (2544 m н.в.) в Карпатите.
С площ от 238 397 km² Румъния е най-голямата държава в Югоизточна Европа и на 12-о място по големина в Европа. Намира се между 43° и 49° с.ш. и между 20° и 30° и.д. Теренът се разпределя приблизително поравно между планини, хълмове и равнини. Карпатите доминират в центъра на Румъния с 14 планински вериги достигащи над 2000 m. Те са заобиколени от молдовското и трансилванското плато и Среднодунавската и Долнодунавската низина. 47% от територията на страната е покрита с естествени и полуестествени екосистеми. Има почти 10 000 km² (около 5% от общата площ) защитени зони в Румъния, включващи три национални парка, три биосферни резервата и р. Дунав, която се влива в Черно море и формира голяма част от границата със Сърбия и България. Румъния има една от най-големите области на девствени гори в Европа, която обхваща почти 27% от територията на страната. Някои растителни видове (3700) са идентифицирани в страната, от които 23 са обявени за природни забележителности, 4 изчезнали, 39 застрашени, 171 уязвими и 1253 редки. Фауната се състои от 33 792 вида животни, от които 33 085 безгръбначни и 707 гръбначни с почти 400 уникални вида бозайници, птици, влечуги и земноводни, включително около 50% от кафявите мечки и 20% от вълците в Европа (без Русия).

### Климат
Климатът на Румъния е умереноконтинентален – с четири ясно изразени сезона. Средната годишна температура е 11°C на юг и 8°C на север. През лятото средните максимални температури в Букурещ се покачват до 28°C и температури над 35°C са доста често срещани в по-ниско разположените райони на страната. През зимата средната максимална температура е под 2°C. Валежите са средно над 750 mm годишно и то на най-високите западни планини, докато около Букурещ те падат до около 600 mm.

## История
Областите на днешна Румъния от 5 в. пр.н.е. са населени от племената на даки по горното течение на Дунав и гети по долното течение на Дунав.
През 70 г. пр.н.е. се образува единна и независима държава „регат“ Дакия начело с Буребиста и със столица Арджедава до р. Арджеш, а по-късно столица става Сармизегетуза в Южна Трансилвания.
През 106 г. Дакия е завзета от римския император Траян и е превърната в римска провинция.
След напускането на римската администрация през 275 г. свободните даки отново станали преобладаващо население в тези земи. На същата територия живеели също гети и римляни, а по-късно (след 6 век) – и славяни.
След 8 век големи части от територията са в границите на Българската държава.
През 14 век възникват княжествата Молдова и Влахия.
През 16 век те попадат под властта на Османската империя, но имат известна вътрешна самостоятелност.
През 1859 г. Александру Йоан Куза е избран за княз на Княжество Влахия и Молдова и на 24 декември 1861 г. обявява независимостта на Румъния.
Куза се посвещава активно на реформирането на страната, извършва поземлена реформа, освобождава зависимите селяни и им раздава земя, въвежда всеобщо избирателно право, съставя наказателен и граждански кодекс, основава университетите в Яш и Букурещ и полага основите на модерната румънска армия.
Румъния постига истинска независимост обаче едва след края на Руско-турската освободителна война през 1877 г.

### Първа световна война
Румъния взема участие и в Първата световна война (1914 – 1918 г.). Решението на Румъния да се включи на страната на Антантата идва чак през 1916 г. – две години след смъртта на Карол I. По това време съюзническите сили се нуждаели от румънската помощ и се съгласяват на големи искания, включващи анексирането на Трансилвания и на Банат по река Тиса чак до Сегед, т.е. отвъд етническата граница, и включващи голяма част от съвременна Унгария. Румъния получава също така уверения, че ще се сдобие с част от Буковина и участие на равни начала на бъдещата мирна конференция. След тези обещания, през август страната влиза в конфликта. На 14 август започва мобилизация и още на същия ден е обявена война, но само на Австро-Унгария. Подхранваните надежди, че така ще може да се отстрани намесата на Германия и България, не се сбъдват. След няколко дни български, германски и турски представители съобщават, че държавите им се намират в състояние на война с Румъния. Румънската столица е завладяна в първите дни на декември от Трета българска армия, до края на 1916 г. е завзета цяла Добруджа отново от български войници, а румънските и руските войски са отхвърлени чак зад река Серет. След като кралят и правителството избягват в Яш, под техен контрол остава само 1/3 от румънската предвоенна територия.
През пролетта на 1918 г. Румъния не е в състояние повече да воюва с Централните сили. Крал Фердинанд Румънски поверява правителството на германофила Маргиломан и на 23 април в Букурещ е подписан мирен договор между Румъния от една страна и Германия, Австро-Унгария, България и Турция – от друга. С тежки териториални и икономически клаузи Румъния се превръща в германски протекторат. Държавата отново влиза във война на 10 ноември, една седмица след капитулирането на Хабсбургската империя и един ден преди германската капитулация. На базата на това действие румънските представители претендират за териториите, обещани им в споразумението от 1916 г., въпреки факта, че правителството по-късно сключва отделен мир с Германия. Румънската армия окупира по-голямата част от въпросните територии, включително Бесарабия. През април 1919 г. румънски части навлизат в унгарска територия и скоро окупират Будапеща.

### Втора световна война
Румъния е единствената държава освен Германия, която предприема самостоятелно унищожаване на евреи. Избитите евреи са 300 000, за което през 1946 г. диктаторът Йон Антонеску е обесен като военнопрестъпник.

## Население
| Етнически групи в Румъния | Етнически групи в Румъния | Етнически групи в Румъния | Етнически групи в Румъния | Етнически групи в Румъния |
| ------------------------- | ------------------------- | ------------------------- | ------------------------- | ------------------------- |
| етноси                    |                           |                           | процент                   |                           |
| румънци                   | румънци                   |                           | 88.9%                     | 88.9%                     |
| унгарци                   | унгарци                   |                           | 6.5%                      | 6.5%                      |
| роми                      | роми                      |                           | 3.3%                      | 3.3%                      |
| други                     | други                     |                           | 1.3%                      | 1.3%                      |

Населението на страната е 19 599 506(2011). Според преброяването от 2002 г. християните са 99% от населението, от тях 86,8% са православни, 7,5% са протестанти и 4,7% католици, мюсюлманите са 0,3%, неопределени хора са 0,7% и 0,1% са атеисти. Етнически румънците съставляват 89,5 % от населението.
Най-голямото малцинство в страната са унгарците (6,6 %), което включва и етническата група на унгарското малцинство – секеите. Второто по големина малцинство са циганите (2,46 %). За българско население се приемат шкеите и банатските българи.
Броят на потвърдилите се за българи е 8025 души, основно в Банат. Коренното българско население е мнозинството от населението на Добруджа (предимно в Кюстенджа, Тулча, Бабадаг и др.). В 1940 г. по Крайовската спогодба българите от Северна Добруджа са принудително изселени в България и на тяхно място идват румънски колонисти от Южна Добруджа, която е върната на България. Така българите от мнозинство стават маргинално малцинство в тази част от областта, останала в границите на Румъния. Има и много български емигранти във Влахия, преселили се по времето на османското владичество, които са повече от добруджанците, много са останали там и са били езиково асимилирани и започнали да се осъзнават за румънци. Българската общност в страната според изследователи достига 250 000 души, някои източници твърдят, че в страната има над милион езиково асимилирани българи. По официални данни в областта Банат българите са мнозинство в община Стар Бешенов, окръг Тимиш.

### Най-големи градове
Според последното официално преброяване на населението през 2011 г. най-големите градове в Румъния са:
| Място | Град        | Население |
| ----- | ----------- | --------- |
| 1     | Букурещ     | 1 883 425 |
| 2     | Клуж-Напока | 324 576   |
| 3     | Тимишоара   | 319 279   |
| 4     | Яш          | 290 422   |
| 5     | Кюстенджа   | 283 872   |
| 6     | Крайова     | 269 506   |
| 7     | Брашов      | 253 200   |
| 8     | Галац       | 249 432   |
| 9     | Плоещ       | 209 945   |
| 10    | Орадя       | 196 367   |
| 11    | Браила      | 180 302   |
| 12    | Арад        | 170 247   |

## Външна политика на Румъния
Към 2006 г. Румъния поддържа двустранни дипломатически връзки със 177 държави от 191-те страни членки на ООН, както и със Светия престол, Суверенния военен орден на Малта и Националната палестинска власт.
На 1 януари 2007 г. Румъния е приета в Европейския съюз заедно с България.

### Дипломатически мисии
- Антон Пакурецу (2009 – )
- Михаил Рошиану (2004 – 2009)
- Михаил Григорие (1999 – 2004)

### Външни отношения
От декември 1989 г. Румъния следва политика на укрепване на отношенията със Запада като цяло, по-специално със Съединените щати и Европейския съюз. Присъединява се към Организацията на Северноатлантическия договор (НАТО) на 29 март 2004 г. Към Европейския съюз се присъединява на 1 януари 2007 г., като преди това е присъединена към Международния валутен фонд и Световната банка, а през 1972 г. е един от основателите на Световната търговска организация. Сегашното правителство заявява своята цел за укрепване на връзките с подпомагане на други страни (по-специално на Молдова, Украйна и Грузия) с процеса на интеграция с останалата част от Запада. Румъния също дава да се разбере в края на 1990 г., че тя подкрепя членството в НАТО и ЕС за демократични бивши съветски републики в Източна Европа и Кавказ. Румъния също заявява своята обществена подкрепа за Турция и Хърватия да се присъединят към Европейския съюз, тъй като тя има голямо унгарско малцинство, също така близки отношения с Унгария. Румъния избира на 1 януари 2007 г. да се придържа към Шенгенското пространство и неговата оферта да се присъедини е одобрена от Европейския парламент през юни 2011 г., но е отхвърлена от Съвета на ЕС през септември 2011 г. Отношенията с Молдова са специален случай, като се има предвид, че двете страни споделят един и същ език и обща история. Движение за обединение на Румъния и Молдова се появява в началото на 1990 г., след като двете страни постигат освобождение от комунистическо управление.

## Телекомуникации
Телекомуникациите в Румъния са един от най-бързо развиващите се сектори.
Брой абонати на стационарни телефонни постове:
- 1 януари 1998 г. – 3 375 000
- 31 декември 2000 г. – 3 814 000
- 31 декември 2001 г. – 4 029 000
- 11 януари 2002 г. – 4 174 000
- 11 януари 2003 г. – 4 300 000
- 30 септември 2004 г. – 4 514 000

Брой на ползващите мобилни телефони:
- 1996 г. – 50 000
- 1997 г. – 250 000
- 31 декември 2000 г. – 2 019 000
- 31 декември 2001 г. – 4 600 000
- 31 декември 2002 г. – 5 100 000
- 31 декември 2003 г. – 6 900 000
- 30 септември 2004 г. – 9 080 354

## Икономика
През 2018 Румъния има БВП на стойност 239,552 млрд. щ.д. с 12 270 щ.д. на човек, като в ППС това е 516,336 млрд. щ.д. и 26 446 щ.д. на човек. Световната банка я класифицира като икономика с висок доход. Според Евростат през 2019 г. БВП на глава от населението (в ППС) е 69% от средния за Европейския съюз (100%), като през 2007 е бил само 41%.
Въпреки положителните тенденции на икономическо развитие (растеж на БВП от 2001 година насам – средно 4,1%), румънската икономика има нужда от по-нататъшни реформи. Бюрокрация, корупция, продължаващи слабости в правосъдието и митнически проблеми забавят навлизането на чуждестранни капитали.
Известен успех е постигнат по отношение на овладяването на инфлацията, която от 34% (2001) спада през 2004 г. до 9,2%.
Икономическите показатели сочат наличието на предпоставки за силен икономически растеж, но това зависи и в голяма степен от международната конюнктура.
Продължава приватизацията. През юли 2004 г. е направена сериозна стъпка в тази насока, когато австрийската фирма OMV купува значителен дял от румънския газов и нефтен концерн PETROM (60 000 работници).
Град Тимишоара може да бъде сочен като пример за икономически бум в Румъния. В края на 2005 г. там е открит най-големият търговски център (Shopping Mall) в Европа, към града са насочени огромни чуждестранни инвестиции (от Германия, Австрия, Унгария, Италия, САЩ и др.).
Положителни са и тенденциите в развитието на туризма. През 2003 г. туризмът е привлякъл 780 милиона щатски долара – с 14% повече, отколкото през 2002 г. и 1,1 милиона чуждестранни туристи.
На 1 юли 2005 г. в Румъния започва деноминация на своята валута, като зачерква четири нули от старата парична единица. От август 2005 г. курсът е 3,48 леи = 1 евро. В обращение са нови банкноти и монети.
От януари 2005 г. в страната е въведена винетна система за всички видове МПС. Винетки могат да се закупят на ГКПП и по бензиностанциите.
Румъния е известна с традиционното си земеделие, и най-вече със зърнените храни.

## Армия
Румъния разполага със сухопътни войски, военноморски сили и военновъздушни сили. След присъединяването на Румъния към НАТО през 2004 г. следва период на интензивна реформа в армията за превръщането ѝ в професионална до 2007 г. с личен състав от 90 000 души, от които около 75 000 военни и 15 000 цивилни. От тези 75 000, около 45 000 в сухопътни войски, около 13 250 във военновъздушните сили, 6800 във военноморските и 8800 други. Водени са от главнокомадващ, под надзора на Министерството на отбраната и от президента като върховен главнокомандващ по време на война. Общият размер на разходите за отбрана през 2007 г. възлиза на 2,05% от общия национален БВП или приблизително 2,9 милиарда щатски долара с общо 11 милиарда щатски долара прекарано в периода между 2006 и 2011 година за модернизация и придобиване на ново оборудване. Сухопътните войски са с ремонтирано оборудване и участват активно във войната в Афганистан.

## Държавно устройство
Парламентът на Румъния е двукамерен: Сенат със 137 членове и Камара на депутатите с 314 членове. 18 допълнителни места в Камарата на депутатите са запазени за представители, избрани от 18-те официално признати и регистрирани в Румъния малцинства. Всеки депутат представлява около 70 000 от жителите на страната, а всеки сенатор – около 160 000 жители. Парламентът има законодателна роля. Членовете на парламента се избират по пропорционалния принцип, с пряко и тайно гласуване. Избирателният праг за партии е 5% от общия брой гласове. Парламентарните избори се провеждат на всеки 4 години, като последните са проведени на 28 ноември 2004 г.
Президентът на Румъния се избира с пряко гласуване на всеки 5 години по мажоритарната система, като за спечелил изборите се смята събралият на първия тур 50% +1 от гласовете на избирателите. Ако този процент не се достигне на първия тур, се провежда втори, в който участват двамата кандидати, спечелили най-голям брой гласове на първия и печели събралият повече гласове. До последните промени в Конституцията на Румъния, въведени през 2003 г., мандатът на президента е 4 години. В правомощията на президента е да определи кандидат за министър-председател след консултации с политическата партия, която има абсолютно мнозинство в парламента или, ако няма такава, с партиите, представени в парламента. След това министър-председателят на свой ред си избира министри, а съставът на правителството се подлага на одобрение от парламента. Правителството, заедно с президента, представлява изпълнителната власт в държавата.
Съдебната власт се упражнява от Върховния съд и Върховния касационен съд, съвместно със съдилищата и апелативните съдилища.
Конституцията на Румъния, приета през 1991 г. и изменена през 2003 г., се основава на приетата през 1923 г. конституция на страната и тази на V Френска република.

## Инфраструктура
Според CIA Factbook, общата пътна мрежа на Румъния се оценява през 2009 година на 81 713 km, (с изключение на градските райони), от които 66 632 km се павирани пътища. Има шестнадесет международни търговски летища в експлоатация, с пет от тях (Хенри Коанда, Аурел Влайку, Тимишоара, Констанца и Сибиу) могат да обслужват широкофюзелажни самолети. Над 7,6 милиона пътници летят през международното летище на Букурещ Хенри Коанда през 2013 г. Румъния е нетен износител на електрическа енергия и е 46-а в света по отношение на потреблението на електрическа енергия. Около една трета от произведената енергия идва от възобновяеми източници, най-вече водноелектрическа енергия. През 2010 г. основните източници са въглища (36%), водноелектрическа (33%), атомната (19%) и въглеводороди (11%). Румъния е една от най-големите капацитети за рафиниране в Източна Европа, въпреки че нефтът и природният газ намаляват в продължение на повече от десетилетие.

## Административно деление
Румъния е поделена на 1 град със специален статут (Букурещ) и 41 окръга: Алба, Арад, Арджеш, Бакъу, Бихор, Бистрица-Насауд, Ботошани, Брашов, Браила, Бузъу, Караш-Северин, Калараш, Клуж, Кюстенджа, Ковасна, Дъмбовица, Долж, Галац, Гюргево, Горж, Харгита, Хунедоара, Яломица, Яш, Илфов, Марамуреш, Мехединц, Муреш, Нямц, Олт, Прахова, Сату Маре, Сълаж, Сибиу, Сучава, Телеорман, Тимиш, Тулча, Васлуй, Вълча, Вранча.

## Култура

### Традиционно румънско изкуство
Традиционната (народна) култура е оказала силно влияние върху изкуството на румънските творци. Животът и обичаите на румънците (народ, занимаващ се предимно със земеделие и скотовъдство) са били дълго предпочитан извор на вдъхновение на румънските писатели. Произведенията на множество румънски композитори са частично повлияни от румънската народна музика.
Композиторът Джордже Енеску, скулпторът Константин Брънкуш и писателят Йожен Йонеско са може би най-известните румънски творци. Произведенията на Енеску, наречени „Румънски рапсодии“, имат в основата си румънската народна музика. Някои от скулптурите на Брънкуш също съдържат елементи от румънското народно изкуство.

### Дванадесета среща на франкофонията
Като франкофонска страна с традиции, Румъния е домакин през ноември 2006 г. на 12-ата Sommet de la Francophonie (Среща на франкофонския свят) в Букурещ.

### Фестивали
- Пенинсула / Фелсигет музикален фестивал
- Сибиу джаз фестивал Архив на оригинала от 2010-05-16 в Wayback Machine.
- Сибиу театрален фестивал Архив на оригинала от 2010-08-20 в Wayback Machine.
- Трансилвания Филмов фестивал
- Comedy Cluj Филмов фестивал

### Медии и телевизия
В Румъния има множество национални телевизии, сред които най-популярни са: TVR 1, TVR 2, TVR Cultural, TVR International (държавни), PRO TV, PRO Cinema, Acasa, Antena 1, Antena 3 (Romania), Euforia TV – Antena 4, Prima TV, Realitatea TV, National TV, N24, B1 TV, Telesport, TV Sport, Ocram TV (OTV).
За печатните издания виж: Списък на румънски вестници
Съществуват няколко информационни агенции, сред които най-авторитетни са ROMPRES – www.rompres.ro Архив на оригинала от 2022-04-01 в Wayback Machine. (официален сайт) и Mediafax.

### Туризъм
Туризмът е важен фактор за румънската икономика, генериращ на около 5% от БВП. Според World Travel and Tourism Council, Румъния е оценена като четвъртата най-бързо развиваща пътуването и туризма. Повече от 60% от чуждестранните посетители през 2007 г. са от други страни на ЕС. Най-популярните ски курорти са по протежение на Валея Праховей и в Пояна Брашов, замъците в трансилванските градове като Сибиу, Брашов и Сигишоара. Селският туризъм се фокусира върху фолклора и традициите. През 2014 г. Румъния има 32 500 компании, които са активни в хотелиерството и ресторантьорството с общ оборот от 2,6 милиарда евро. Повече от 1,9 милиона чуждестранни туристи са посетили Румъния през 2014 г., 12% повече, отколкото през 2013 г. Според Националния статистически институт на страната, някои идват от Европа (особено от Германия, Италия и Франция), 12% от Азия и по-малко от 7% от Северна Америка.

### Образование
Румънската образователна система е в непрекъснат процес на реформа от революцията през 1989 година, която е получила смесена критика. През 2004 година около 4,4 милиона от населението са били записани в училище. От тях 650 000 в детски градини (3 – 6 години), 3 110 000 – в начално и средно ниво и 650 000 – в трета образователна степен (университети). През същата година процентът на грамотност на подрастващото население е 97,3% (45-и в света), докато общият брутен коефициент на записване на първични, вторични и третични училища е 75% (52-ра в света). Детската градина е по избор между 3 и 6 години. От 2012 г. задължителното образование започва от 6-годишна възраст с „подготвителна учебна година“ (clasa pregătitoare) и е задължително до десети клас. Също така съществува практиката на полулегални, неофициални частни уроци. Те системно се използват най-вече по време на средното образование, която практика просперира по време на комунистическия режим.

## Галерия
- Дворецът на културата, Яш
- Замъкът Пелеш в Синая
- Поглед към Ръшновската крепост
- Църква в Борзещ
- Румънският парламент (2006)
- Средновековният център на град Сибиу